# Isla Livingston
La isla Livingston es la segunda en superficie de las islas Shetland del Sur en la Antártida. Se ubica entre la isla Nevada o Snow al oeste (separada por el estrecho Morton) y la isla Greenwich por el este (separada por el estrecho Mac Farlane). Unos 20 km al sur de Livingston está la isla Decepción.
Mide 73 km de largo por 34 km de ancho promedio. Su relieve es muy irregular con costas altas e inaccesibles. Destacan en la isla el cabo Shirreff al norte, la punta Botev al sur, la punta Pin o Alfiler (punta Renier) al este, la punta Start al oeste, el monte Barnard (Monte Friesland) (1700 m). Al norte se encuentra la pequeña isla Desolación y las islas Zeta, entre otras.

## Historia

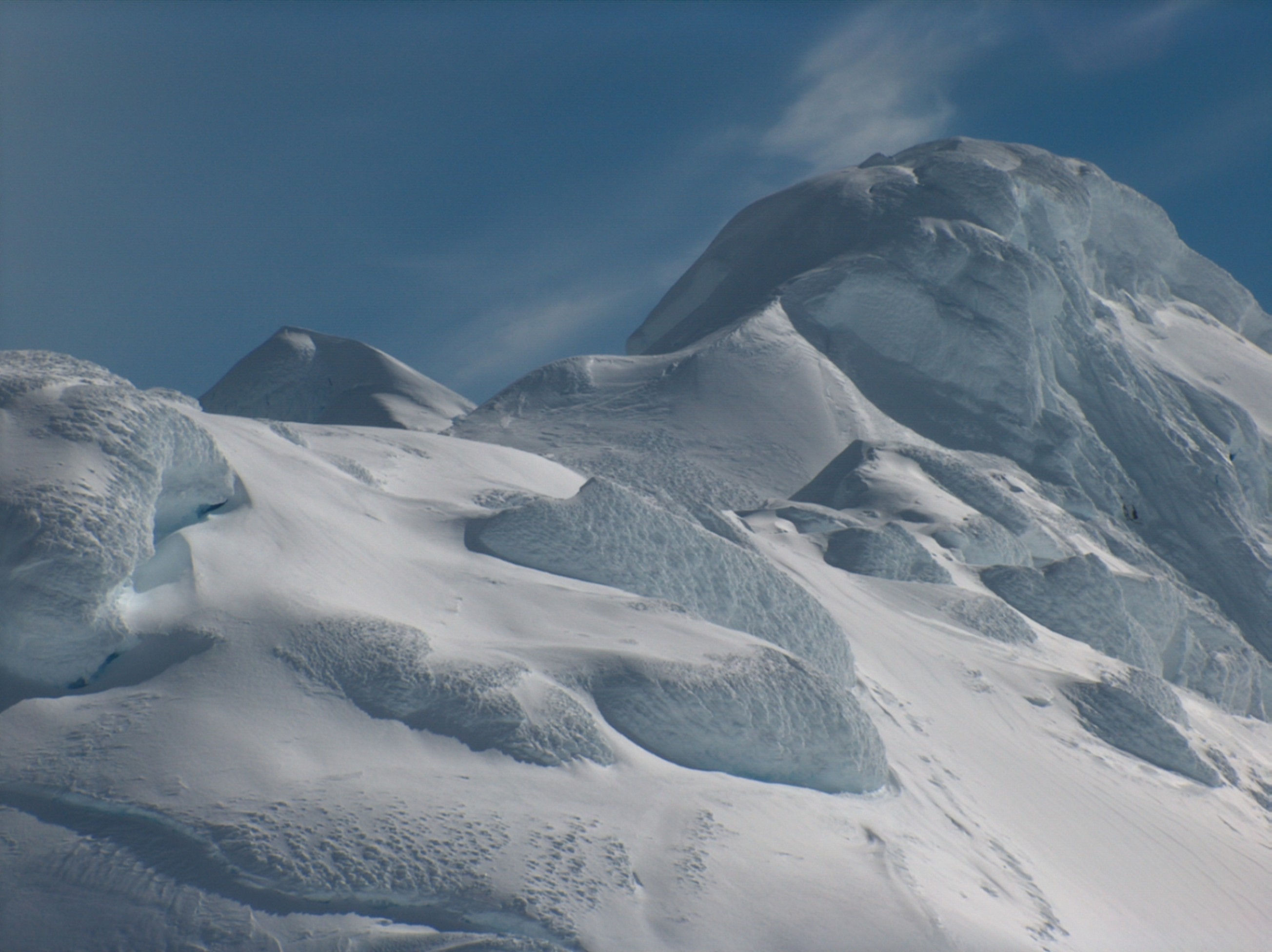
Monte Friesland.

Se cree que en cabo Shirreff naufragó el navío español San Telmo en septiembre de 1819, al mando de Rosendo Porlier Asteguieta. Se han encontrado restos de su campamento. Además en ese mismo sector se encuentra el lugar de reproducción de lobo fino antártico más grande de las Shetland del Sur.
El inglés William Smith mientras navegaba en el bergantín mercantil Williams de Buenos Aires a Valparaíso, navegó mucho más al sur del cabo de Hornos intentando captar vientos favorables. El 19 de febrero de 1819 observó sin desembarcar una nueva tierra a 62° Oeste, probablemente el extremo nordeste de la isla Livingston, que se conoce como
punta Williams. Smith fue el primero que descubrió en forma confirmada y documentada las tierras antárticas. La isla fue conocida por los cazadores de focas a comienzos de 1820.

## Bases y refugios antárticos

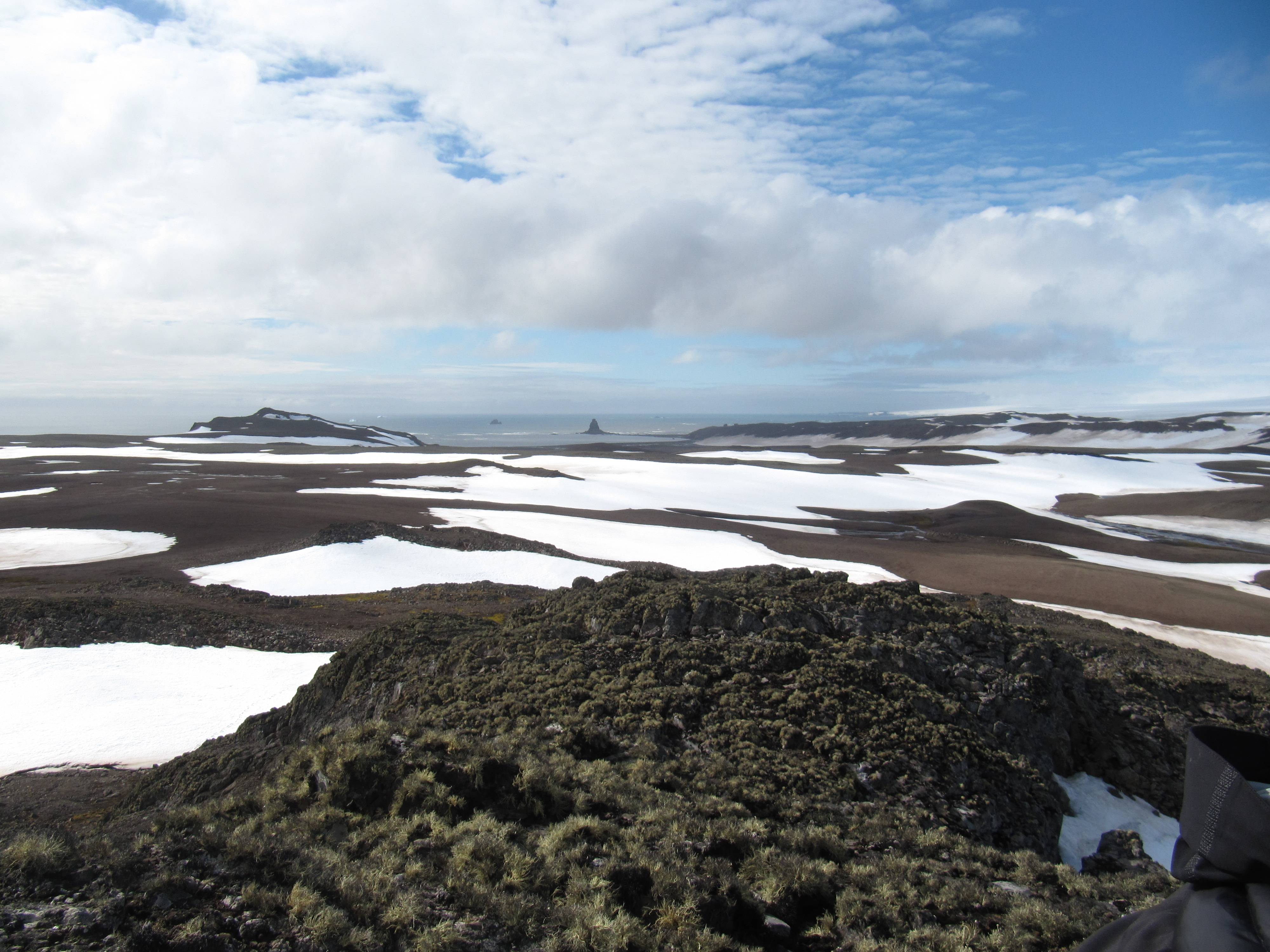
Robbery Beaches y Barclay Bay desde Basalt Lake en la península de Byers, Isla Livingston.

Se encuentran en la península Hurd de Livingston las bases de verano San Clemente de Ohrid (Bulgaria) y Juan Carlos I (España) en bahía Sur. También existe en ella el Campamento Científico Livingston, en la península Byers, perteneciente a Argentina y el Campamento Byers, de carácter internacional pero mantenido por España. En el cabo Shirreff se encuentran juntas la Base Doctor Guillermo Mann de Chile y la Base Cabo Shirreff de Estados Unidos. 
La Base P del Reino Unido o Isla Livingston (Station P — Livingston Island) se ubicaba en 62°40′S 61°00′O / -62.667, -61.000. Fue un campamento ocupado desde el 29 de diciembre de 1957 hasta el 15 de marzo de 1958.

## Reclamaciones territoriales
Argentina incluye a la isla en el departamento Antártida Argentina dentro de la provincia de Tierra del Fuego, Antártida e Islas del Atlántico Sur; para Chile forma parte de la comuna Antártica de la provincia Antártica Chilena dentro de la Región de Magallanes y de la Antártica Chilena; y para el Reino Unido integra el Territorio Antártico Británico. Las tres reclamaciones están sujetas a las disposiciones del Tratado Antártico.
Nomenclatura de los países reclamantes: 
- Argentina: isla Livingston
- Chile: isla Livingston
- Reino Unido: Livingston Island

## Mapas
- L.L. Ivanov. Antarctica: Livingston Island and Greenwich, Robert, Snow and Smith Islands. Scale 1:120000 topographic map.  Troyan: Manfred Wörner Foundation, 2009.  ISBN 978-954-92032-6-4
- L.L. Ivanov. Antarctica: Livingston Island and Smith Island. Scale 1:100000 topographic map. Manfred Wörner Foundation, 2017. ISBN 978-619-90008-3-0
- Ivanov, L. General Geography and History of Livingston Island. In: Bulgarian Antarctic Research: A Synthesis. Eds. C. Pimpirev and N. Chipev. Sofia: St. Kliment Ohridski University Press, 2015. pp. 17-28. ISBN 978-954-07-3939-7
- Ivanov, L.L. Livingston Island: Tangra Mountains, Komini Peak, west slope new rock route; Lyaskovets Peak, first ascent; Zograf Peak, first ascent; Vidin Heights, Melnik Peak, Melnik Ridge, first ascent.. The American Alpine Journal, 2005. pp. 312-315.
- Gildea, D. Mountaineering in Antarctica: complete guide: Travel guide. Primento and Editions Nevicata, 2015. ISBN 978-2-51103-136-0